# Rückenwind von vorn
Rückenwind von vorn es una película dramática alemana, dirigida por Philipp Eichholtz. Se estrenó en la sección de «perspectiva del cine alemán» en el Festival de Cine de Berlín en 2018. Está protagonizada por Victoria Schulz, Aleksandar Radenković y Daniel Zillmann. Es el cuarto largometraje del director alemán.

## Argumento
Charlie es una joven maestría en una escuela primaria, hasta hace poco tiempo disfrutaba de su vida como una joven libre y sin responsabilidades. Con su mejor amiga hace una promesa de viajar a alguna parte del mundo, Charlie entonces se enfrasca en viajar a Corea del Sur. Con el tiempo la joven y su novio intentan ser felices y formar una familia, pero Charlie no quiere tener hijos e incluso toma en secreto la píldora anticonceptiva. Uno de los colegas de la joven maestra es un aventurero, planea un viaje culinario a los Balcanes, donde reunirá recetas para escribir un libro de cocina.
Charlie tiene un trabajo demandante y su querida abuela cae enferma, lo que hace su vida más difícil. Con el tiempo, extraña aún más su vida anterior donde solamente se divertía, su mejor amiga se pone en contacto con ella, anunciando que está de viaje de mochilera por Asia y espera que visiten juntas Corea del Sur. Charlie y su novio Marco se separan y esto hace que la joven esté más fuera de si, sale con su abuela y su colega Gerry a un viaje rápido, donde se la pasan bien. Charlie, su abuela y Gerry se hacen buenos amigos, pero la abuela de Charlie es diagnosticada de cáncer. La joven continúa asistiendo a trabajar a la escuela y descubre que Gerry se irá de viaje de manera definitiva, de manera impulsiva Charlie quiere ir con él pero al final se queda en su vida normal.

## Elenco
- Victoria Schulz como Charlie.[1]

Una joven maestra que en su vida universitaria tenía un espíritu aventurero, siempre de fiesta, ahora lleva una vida adulta.
- Aleksandar Radenković como Marco.[1]

El novio de Charlie, es un joven que quiere formar una familia feliz.
- Daniel Zillmann como Gerry.[1]

Es un colega de Charlie en la escuela, es aventurero y divertido.
- Angelika Waller como la abuela.

Abuela de Charlie, una simpática anciana que es diagnosticada con cáncer.
- Karin Hanczewski como la hermana de Marco.
- Amelie Kiefer como una amiga de Charlie.
- Claudius von Stolzmann como el doctor.
- Martina Schöne-Radunski como Luca.
- Ruth Bickelhaupt como la abuela de Luca.